# Millvina Dean
Eliza Gladys "Millvina" Dean (2 tháng 2 năm 1912   - 31 tháng 5 năm 2009)  là một công chức, người vẽ bản đồ người Anh và là người sống sót cuối cùng sau vụ đắm tàu RMS Titanic vào ngày 15 tháng 4 năm 1912. Chỉ mới hai tháng tuổi khi đó, cô cũng là hành khách trẻ nhất trên tàu.

## Gia đình
Dean được sinh ra ở Branscombe, Anh, vào ngày 2 tháng 2 năm 1912 tại Bertram Frank Dean (1886 sừng1912) và Georgette Eva Light (1879 Phép1975). Cô có một người anh trai, Bertram Vere Dean, sinh ngày 21 tháng 5 năm 1910. cô ấy không bao giờ kết hôn và có con. Cha cô đã chết trên tàu Titanic; mẹ cô mất vào ngày 16 tháng 9 năm 1975, hưởng thọ 96 tuổi; và anh trai cô qua đời vào ngày 14 tháng 4 năm 1992, 81 tuổi, kỷ niệm 80 năm vụ va chạm tảng băng trôi.

## Trên tàuTitanic
Cha mẹ của Dean quyết định rời Vương quốc Anh và di cư sang Hoa Kỳ; họ đang lên kế hoạch chuyển đến Wichita, Kansas, nơi cha cô có người thân và anh họ của anh ta sở hữu một cửa hàng thuốc lá mà anh ta sẽ đồng sở hữu. Họ không được cho là trên tàu Titanic, nhưng do một cuộc tấn công bằng than, họ đã được chuyển lên nó và lên nó như những hành khách hạng ba tại Southampton, Anh. Dean mới được hai tháng tuổi khi cô lên tàu. Cha cô cảm thấy sự va chạm của nó với tảng băng vào đêm 14 tháng 4 năm 1912, và sau khi điều tra, trở về cabin, bảo vợ mặc quần áo cho con và đi lên boong. Dean, mẹ cô và anh trai cô được đưa vào Lifeboat 10 và là một trong những hành khách hạng ba đầu tiên được cứu thoát. [i] Cha cô đã không sống sót và cơ thể ông, nếu được phục hồi, không bao giờ được xác định.

## Trở về Vương quốc Anh

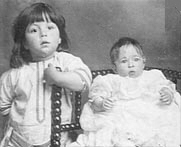
Millvina (phải) và Bertram

Như là trường hợp với nhiều góa phụ người nhập cư Titanic ' Etta Dean đã từ bỏ bất kỳ ý niệm ở lại tại Hoa Kỳ khi nó là rõ ràng chồng mình đã không sống sót. Trong Bộ phim tài liệu Lost Liners năm 2000 của PBS, khi đưa ra lời giải thích về thảm họa, Millvina đã mô tả tình trạng mà mẹ cô phải ở trong hậu quả của thảm họa:
[W]e stayed in a hospital for two or three weeks for my mother to recover a little bit, and then we came back to England; because we had nothing, we had no clothes, we had no money and of course she was so broken-hearted, she just wanted to get home.

White Star Line đề nghị Etta và các con của cô trở về Anh trên tàu RMS Adriatic. Trong khi trên tàu, Dean thu hút sự chú ý đáng kể. Một bài báo trên Daily Mirror ngày 12 tháng 5 năm 1912 đã mô tả sự thử thách:
[She] was the pet of the liner during the voyage, and so keen was the rivalry between women to nurse this lovable mite of humanity that one of the officers decreed that first and second class passengers might hold her in turn for no more than ten minutes.

## Những năm sau
Mãi cho đến khi Dean ở tuổi bảy mươi, cô mới tham gia vào các sự kiện liên quan đến Titanic. Trong những năm qua, cô đã tham gia vào nhiều hội nghị, triển lãm, phim tài liệu, phỏng vấn trên đài phát thanh và truyền hình và thư từ cá nhân. Năm 1997, Millvina đi thuyền đến New York, cùng với một số thành viên của Hiệp hội lịch sử Titanic, trên tàu Nữ hoàng Elizabeth 2 (QE2). Sau vài ngày ở New York, Millvina đi đến thành phố Kansas và đến thăm ngôi nhà mà chú cô sở hữu, và đến nơi gia đình cô sẽ định cư. Một số con cháu của chú cô đã gặp Millvina lần đầu tiên. Năm 1998, cô đến Hoa Kỳ để tham gia một hội nghị Titanic ở Springfield, Massachusetts và một hội nghị khác vào năm 1999 tại Montreal, Quebec. Cô cũng đã được lên kế hoạch để xuất hiện tại một lễ kỷ niệm 94 năm vụ chìm tàu năm 2006, nhưng một cái hông bị gãy đã ngăn cản sự xuất hiện của cô. Cô cũng xuất hiện trong Lịch sử đặc biệt của Titanic's Final Moments: Missing Pieces.  
Dean kiên quyết từ chối xem bộ phim Titanic (1997) của James Cameron. Cô nhớ lại những cơn ác mộng sau khi xem A Night to Remember (1958), bộ phim dựa trên cuốn sách của Walter Lord, và không muốn tưởng tượng cha mình là một trong những người trong đám đông hành khách mắc kẹt trên tàu chìm. Cô đã từ chối lời mời đến buổi ra mắt Titanic và Ghosts of the Abyss (2003). Vào tháng 12 năm 2007, cô cũng chỉ trích BBC và chương trình truyền hình Doctor Who vì đã bao gồm một tập phim với một "tàu du lịch" có tên là tàu Titanic có ngoại hình tương tự như tàu lịch sử. Phát biểu từ viện dưỡng lão, cô nói: " Titanic là một thảm kịch đã xé tan rất nhiều gia đình. Tôi mất cha và ông nằm trên xác tàu đó. Tôi nghĩ thật thiếu tôn trọng khi biến việc giải trí thành một thảm kịch như vậy. "  Một phát ngôn viên của chương trình nói: "Không có ý định xúc phạm. ' Hành trình của những kẻ bị nguyền rủa ' được đặt trên một con tàu vũ trụ tên là Titanic chứ không phải một chiếc thuyền. " 